# Shedrack Korir
Shedrack Kibet Korir (Nandi-district, 12 april 1978) is een Keniaanse middellangeafstandsloper die is gespecialiseerd in de 1500 m en de 3000 m. Op de 2000 m heeft hij het Keniaans indoorrecord in handen van 4.55,72 dat hij op 17 februari 2007 liep bij een Indoormeeting in Birmingham.
In 2006 maakte ze haar doorbraak door goud te winnen op de 1500 m bij de Keniaanse kampioenschappen in 3.36,7. Hiermee kwalificeerde ze zich voor Afrikaanse kampioenschappen werd ze zevende eindigde. In datzelfde jaar won ze op de 1500 m op de Memorial Van Damme 2006 een bronzen medaille in het Koning Boudewijnstadion in Brussel en op de LBBW Meeting 2006 in Karlsruhe op de 3000 m een zilveren medaille.
Haar grootste prestatie is het behalen van een bronzen medaille op het wereldkampioenschappen atletiek 2007 in Osaka. Met een tijd van 3.35,04 eindigde ze achter de Amerikaan Bernard Lagat (goud) 3.34,77 en de Bahrein Rashid Ramzi (zilver; 3.35,00).

## Titels
- Keniaans kampioen 1500 m - 2006

## Persoonlijke records
Outdoor
| Onderdeel | Prestatie | Datum            | Plaats    |
| --------- | --------- | ---------------- | --------- |
| 1.500 m   | 3.31,18   | 13 juli 2007     | Rome      |
| 1 mijl    | 3.52,78   | 10 juni 2007     | Eugene    |
| 2.000 m   | 4.56,62   | 31 augustus 2001 | Berlijn   |
| 3.000 m   | 7.37,50   | 31 augustus 2006 | Zagreb    |
| 2 mijl    | 8.19,53   | 21 augustus 2005 | Sheffield |
| 5.000 m   | 13.09,92  | 29 juli 2005     | Oslo      |

Indoor
| Onderdeel | Prestatie | Datum            | Plaats     |
| --------- | --------- | ---------------- | ---------- |
| 1.500 m   | 3.35,03   | 10 februari 2007 | Valencia   |
| 2.000 m   | 4.55,72   | 17 februari 2007 | Birmingham |
| 3.000 m   | 7.37,35   | 3 februari 2007  | Stuttgart  |
| 2 mijl    | 8.14,84   | 18 februari 2006 | Birmingham |

## Palmares

### 1500 m
Kampioenschappen
- 2006: 7e Afrikaanse kampioenschappen - 3.48,16
- 2006: 7e Wereldatletiekfinale - 3.34,34
- 2007:  WK - 3.35,04
- 2007: 10e Wereldatletiekfinale - 3.47,05

Golden League-podiumplekken
- 2006:  Memorial Van Damme – 3.32,41
- 2007:  Golden Gala – 3.31,18
- 2007:  ISTAF – 3.35,55
- 2008:  ISTAF – 3.31,99

### 3000 m
- 2005: 6e Wereldatletiekfinale - 7.40,97
- 2006: 5e WK indoor - 7.47,11
- 2006:  LBBW Meeting - 7.40,23
- 2006: 5e Wereldatletiekfinale - 7.40,05

### halve marathon
- 2018:  halve marathon van Moshi - 1:03.34